# Saint-Mars-de-Locquenay
Saint-Mars-de-Locquenay korábbi község Franciaország Loire mente régiójában, Sarthe megyében. Lakosainak száma 555 fő (2022. január 1.). Saint-Mars-de-Locquenay Bouloire, Tresson, Villaines-sous-Lucé, Challes és Maisoncelles községekkel határos.
2025. január 1-jén Volnay korábbi községgel egyesült és az így létrejött Val-de-la-Hune új község része lett.

## Népesség
A település népessége az elmúlt években az alábbi módon változott:
| Lakosok száma | 541  | 560  | 576  | 570  | 574  | 576  | 565  | 560  | 555  |
|               | 2013 | 2015 | 2016 | 2017 | 2018 | 2019 | 2020 | 2021 | 2022 |